# Roger Ebert
Roger Joseph Ebert (Urbana, Illinois, 18 de junio de 1942-Chicago, 4 de abril de 2013) fue un crítico cinematográfico estadounidense, uno de los más reconocidos a nivel mundial. Trabajó para el periódico Chicago Sun Times, ganó un Premio Pulitzer y los diferentes programas sobre análisis de películas de estreno que realizó desde 1975 a 1998 junto a su colega y a la vez rival Gene Siskel estuvieron entre los más exitosos de la televisión norteamericana.

## Biografía

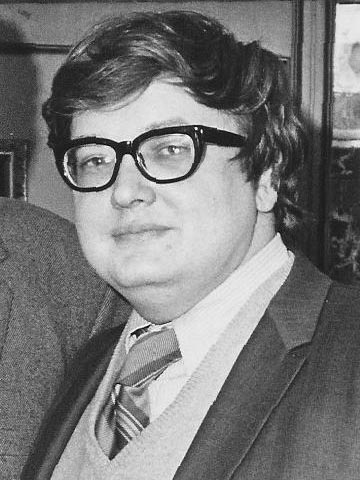
Ebert en 1970.

Una de sus primeras críticas de cine apareció publicada en 1961 fue sobre la cinta dirigida por Federico Fellini La dolce vita, con Anita Ekberg, Marcello Mastroianni e Yvonne Furneaux. Su película favorita era Ciudadano Kane.
Desde 1967 sus comentarios semanales fueron publicados por el Chicago Sun-Times y, gracias a que su columna estaba sindicada, podía ser leída en más de doscientos periódicos estadounidenses.
En 1975, se convirtió en el primer crítico de cine en ganar el premio Pulitzer, otorgado por la Universidad de Columbia.
En 1976, Ebert se unió a Gene Siskel, quien escribía para el Chicago Tribune y comenzaron la que sería una larga sociedad coanimando un segmento de crítica cinematográfica que se llamó Siskel & Ebert, en donde daban pulgares en alto para las cintas que debían ser vistas y pulgares para abajo para las que era mejor olvidar. Esta sociedad se mantuvo hasta el fallecimiento de Siskel en 1999. En septiembre de 2000, luego de haber trabajado con varios coanimadores invitados, Ebert se unió a su compañero columnista en el Chicago Sun-Times Richard Roeper para presentar At the Movies with Ebert & Roeper, en el que participó hasta 2006.

## Fallecimiento

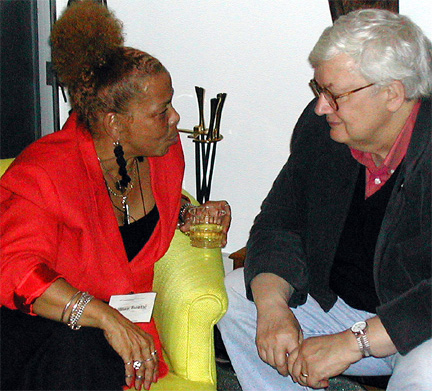
Ebert en 2002.

Tras descubrir en 2002 que padecía cáncer tiroideo de las glándulas salivares y de mandíbula, y tras diversas operaciones que lo dejaron muy debilitado físicamente, perdió la posibilidad de hablar. Desde 2010 permaneció bajo el cuidado intensivo de una enfermera que vivía con él. Aun habiendo perdido la capacidad de hablar y de comer, continuaba escribiendo reseñas y libros sobre películas. Tras 11 años de lucha contra el cáncer, falleció, a los 70 años de edad, el 4 de abril de 2013.

## Distinciones
- 1975 - Premio Pulitzer
- 2001 - Video Premiere Award

## Publicaciones selectas
- Roger Ebert's Movie Yearbook, anual.
- Scorsese by Ebert (ISBN 978-0-226-18202-5).
- Awake in the Dark: The Best of Roger Ebert (ISBN 0-226-18200-2)
- Ebert's "Bigger" Little Movie Glossary (ISBN 0-8362-8289-2)
- The Great Movies (ISBN 0-7679-1038-9), The Great Movies II (ISBN 0-7679-1950-5) y The Great Movies III (ISBN 9780226182087)
- I Hated, Hated, Hated This Movie (ISBN 0-7407-0672-1)
- Roger Ebert's Book of Film (ISBN 0-393-04000-3)
- Questions For The Movie Answer Man (ISBN 0-8362-2894-4)
- Behind the Phantom's Mask (ISBN 0-8362-8021-0)
- The Perfect London Walk (ISBN 0-8362-7929-8)
- Your Movie Sucks (ISBN 0-7407-6366-0)
- Roger Ebert's Four-Star Reviews 1967-2007 (ISBN 0-7407-7179-5)
- An Illini Century: One Hundred Years of Campus Life  University of Illinois, 1967